# Амбивери, Елизавета
Елизавета Амбивери (итал. Elisabetta Ambiveri, известна под уменьшительным именем Бетти итал. Betty Ambiveri, (16 января 1888 года, Бергамо, Королевство Италия — 4 июня 1962 года, Сериате, Итальянская Республика) — итальянский предприниматель, благотворитель, общественный деятель, партизан — антифашист, узница нацистских концлагерей.

## Биография
Родилась в Бергамо 16 января 1888 года в семье известного в Ломбардии предпринимателя Джованни Амбивери (итал. Giovanni Ambiveri) специалиста по выведению и выращиванию личинок тутового шелкопряда для производства шелка, была первой из семи детей, унаследовала производство, семейное состояние и старинную виллу с комплексом садово-парковой архитектуры в Сериате.

## Социальные и благотворительные проекты
Обратив внимание на нужды бедных, с которым сталкивалась в процессе производственных отношений, проявляла внимание и предлагала экономическую и моральную помощь. В 1920 году основала в епархии Бергамо Миссионерскую лабораторию (итал. Laboratorio Missionario), позже стала одной из заметных фигур в миссионерской и благотворительной деятельности в епархии Бергамо. Во время Первой мировой войны поступила добровольцем в Международный Красный Крест в котором оставалась до 1957 года.

## Фашистский период
Благотворительные, гуманитарные и социальные инициативы, которые Амбивери вместе с местным священником Агостино Висмара (итал. Agostino Vismara) осуществляли помогая местному населению встретили недовольство со стороны фашистов.
С 1941 года, в период Второй мировой войны трудится медсестрой-добровольцем госпитале Клементина (итал. Ospedale della Clementina) в Бергамо.
10 сентября 1943 года с группой единомышленников организовала на собственной вилле в Сериате группу партизан Деко и Канетта (итал. Decò-Canetta) с целью поддержки тех, кто хотел восстать против немецкого гнёта, позволила спрятать оружие в парке при вилле, и после предательского доноса в ночь на 24 ноября 1943 года была арестована вместе со всеми членами группы. Содержалась в тюрьме Святой Агаты (итал. carcere di Santa Agata), 7 марта 1944 года осуждена на смертную казнь, но после начавшихся протестов со стороны местного населения и вмешательства Миланского архиепископа кардинала Шустера приговор заменён на десять лет заключения в женском концлагере в Айхах. Освобождена 24 апреля 1945 года американскими войсками.

## Контакты с русской диаспорой
В 1950-е годы Амбивери начала принимать на своей вилле и помогать русским эмигрантам, среди них деятели Русского апостолата: священники Иоанн Корниевский, Степан Виргулин и участник т. н. Казачьего стана на Севере Италии Григорий Круговой.
В 1957 года предоставила помещения для работы оперативной базы центра «Христианская Россия» (ит.: «Russia Cristiana»), библиотека которого, обладающая ныне одной из богатейших коллекций по русистике, советологии и антикоммунизму и русскому присутствию в диаспоре, носит имя хозяйки виллы.
Библиотека обладает коллекцией «Самиздата» и хранит оригиналы произведений Александра Меня.
Бетти состоял в переписке с основательницей и руководителем издательства «Жизнь с Богом» в Брюсселе Ириной Посновой.
Амбивери, после знакомства со священником Романо Скальфи, основателем центра «Христианская Россия», организовала на собственной вилле первые опытные курсы русской иконографии, которые в 1978 году оформились в первую в Италии школу иконографии «Школа Сериате», которой руководил Игорь Сендлер.

## Награды
Кавалер Серебряной медали за заслуги перед Итальянским Красным Крестом